# 661
Раннє Середньовіччя. Триває чума Юстиніана. У Східній Римській імперії продовжується правління Константа II. Більшу частину території Італії займає Лангобардське королівство, деякі області належать Візантії. Франкське королівство розділене між правителями з династії Меровінгів. Іберію займає Вестготське королівство. В Англії триває період гептархії. Авари та слов'яни утвердилися на Балканах. Центр Аварського каганату лежить у Паннонії. Виникло слов'янське князівство Карантанія.
Омеядський халіфат займає Аравійський півострів, Сирія, Палестина, Персія, Єгипет, частина Північної Африки. У Китаї триває правління династії Тан. Індія роздроблена. В Японії триває період Ямато. Хозарський каганат підпорядкував собі кочові народи на великій степовій території між Азовським морем та Аралом.
На території лісостепової України в VII столітті виділяють пеньківську й празьку археологічні культури. У VII столітті продовжилося швидке розселення слов'ян. У Північному Причорномор'ї співіснують різні кочові племена, зокрема булгари, хозари, алани, авари, тюрки.

## Події
- Убито халіфа Алі ібн Абу Таліба. Його супротивник Муавія залишився єдиним халіфом. Він домігся від зібрання шейхів затвердження принципу спадковості, а не виборності халіфа. Утворився Омеядський халіфат.
- Прихильники Алі утворили свою партію (ш'йю), однак, оскільки Хасан ібн Алі підтримав Муавію, повного розколу ще не сталося.
- Лангобардське королівство очолили сини Аріперта I Перктаріт та Годеперт.